# Alcatraz – återkomsten
Alcatraz – återkomsten är en svensk kortfilm av Claes Söderquist från 2013. Filmen bildar tillsammans med The Return of the Buffalo, 1970-2012, en diptyk om Söderquists upplevelser under Indians of All Tribes ockupation av Alcatraz och hans återbesök många år senare. 1969-1971 var den forna fängelseön Alcatraz utanför San Francisco ockuperat av indianska aktivister. 42 år senare återvände Söderquist. Aktivisterna kastades ut från Alcatraz utan att ha uppnått sina mål men trots detta ses ockupationen som en vändpunkt för indianernas politiska inflytande. Bilderna från ön, ofta tagna på samma platser som i den tidigare filmen, visar förfallet. Filmen är en betraktelse över tidens gång och över platsens föränderliga symbolik.  Filmen visades i utställningen Claes Söderquist, Passager, Konstakademien, 2013, och Kristianstads Konsthall, 2014.